# 绒毛盒螺
绒毛盒螺（学名：Mnestia villica）舊屬三叉螺科盒螺属的动物，今屬Mnestia屬。

## 分佈
本物種分佈於日本以及中国大陆的近海等地，属于暖水性种类。其多生活于潮下带浅水区砂质底。

## 外部連結
- 維基物種上的相關：绒毛盒螺